# Andrew Donald Booth
Andrew Donald Booth (* 11. Februar 1918; † 29. November 2009) war ein britischer Computerpionier.

## Leben
Booth wuchs in Weybridge in Surrey auf. Ab 1937 studierte er mit einem Stipendium an der Universität Cambridge (Jesus College) Mathematik. Er verließ Cambridge ohne Abschluss (erwarb aber einen externen Abschluss an der Universität London) und wandte sich von der reinen Mathematik angewandten Fächern zu. 1943 bis 1945 arbeitete er als theoretischer Physiker in einer Röntgenkristallographie-Gruppe in der Forschung für die britische Gummiindustrie (British Rubber Producers Research Association) in Welwyn Garden City in Hertfordshire und wurde 1944 in Röntgenkristallographie von Sprengstoffen an der University of Birmingham promoviert. 1945 ging er zur Gruppe von John Desmond  Bernal ans Birkbeck College der Universität London. Die für die Kristallographie nötigen umfangreichen Rechnungen führten dazu, dass er dort einige der ersten elektronischen Rechner in Großbritannien baute, nachdem er zuvor Analogrechner benutzt hatte. Zunächst baute er einen Relais-Computer (Automatic Relay Calculator, ARC).
1947 besuchte er mit einem Rockefeller-Stipendium John von Neumanns Computergruppe in Princeton (begleitet von seiner Assistentin und späteren Frau Kathleen Britten). Nach von Neumann´s Ideen baute er das ARC Projekt um und erfand, da er keine großen Mittel zur Verfügung hatte, einen eigenen Magnettrommelspeicher. Der Prototyp dieses ersten rotierenden Computerspeichers ist im Science Museum in London. Die Produktion erfolgte in einer Firma, die er mit seinem Vater gründete.
Er erhielt Gelder von der Rockefeller-Stiftung (Warren Weaver) für den Bau eines Computers zur automatischen Sprachübersetzung am Birkbeck College, und in den kommenden Jahren entwickelte sich dort ein Zentrum für diese Forschung, die im Kalten Krieg stark gefördert wurde, und auch Booth forschte auf diesem Gebiet. Ende der 1940er Jahre hatte er Ideen zu elektronischen Tischrechenmaschinen, die er von seinem Studenten Norman Kitz realisieren ließ (SEC, Simple Electronic Calculator). Kitz baute 1961 die erste kommerziell erhältliche elektronische Tischrechenmaschine (Anita). 1951 folgte der All Purpose Electronic Computer (APEC). Für ihn entwickelte er eine von ihm erfundene Multipliziereinheit (Booth Multiplier), angeregt durch eine Divisions-Einheit, die er von John von Neumann kennenlernte. Sie fand 1951 Eingang in den Hollerith Electronic Computer (HEC) von British Tabulating Machines (BTM). Die Computer der Reihe (HEC4, später ICT 1200 Reihe) waren Ende der 1950er Jahre die bestverkauften britischen Computer. Booth selbst entwickelte als Nächstes den MAC (Magnetic Automatic Calculator), den er in seiner Firma herstellte.
1962 ging er nach Kanada, da man ihm am Birkbeck College eine Professur verweigerte. Er ging an die University of Saskatchewan und war 1972 bis 1978 Präsident der Lakehead University in Ontario.

## Schriften
- Fourier technique in x-ray organic structure analysis, Cambridge University Press 1948
- Mechanical resolution of linguistic problems, Academic Press 1958
- mit Kathleen H. V. Booth: Automatic digital calculators, Butterworths 1953, 1965
- Automation and Computing, London 1958
- Digital computers in action, Pergamon Press 1965
- als Herausgeber: Machine translation, North Holland 1967
- Numerical methods, Butterworths, 1955, 3. Auflage 1966
- Herausgeber mit William N. Locke: Machine translation of languages. Fourteen Essays. MIT Press, Wiley 1955